# Ischke Senekal
Pour les articles homonymes, voir Senekal.
Ischke Senekal est une athlète sud-africaine, spécialiste des lancers, née le 8 janvier 1993. Elle est championne d'Afrique du lancer du poids en 2018 et en 2022.

## Biographie
Dans les catégories jeunes, Ischke Senekal se distingue en remportant les championnats d'Afrique juniors au disque en 2011.
Elle remporte sa première médaille internationale sénior aux Jeux africains de 2015, en terminant deuxième du lancer du disque.
En 2018, elle devient championne d'Afrique du lancer du poids et décroche également une médaille de bronze au disque.
En 2022 elle conserve son titre au poids à Saint-Pierre.

## Palmarès
| Date | Compétition                    | Lieu         | Résultat | Épreuve | Marque  |
| ---- | ------------------------------ | ------------ | -------- | ------- | ------- |
| 2011 | Championnats d'Afrique juniors | Gaborone     | 1re      | Disque  | 49,90 m |
| 2015 | Jeux africains                 | Brazzaville  | 2e       | Disque  | 50,53 m |
| 2015 | Jeux africains                 | Brazzaville  | 5e       | Poids   | 13,64 m |
| 2016 | Championnats d'Afrique         | Durban       | 5e       | Disque  | 50,16 m |
| 2016 | Championnats d'Afrique         | Durban       | 5e       | Poids   | 15,07 m |
| 2018 | Championnats d'Afrique         | Asaba        | 3e       | Disque  | 53,82 m |
| 2018 | Championnats d'Afrique         | Asaba        | 1re      | Poids   | 17,24 m |
| 2019 | Jeux africains                 | Rabat        | 3e       | Disque  | 53,95 m |
| 2019 | Jeux africains                 | Rabat        | 1re      | Poids   | 16,18 m |
| 2022 | Championnats d'Afrique         | Saint-Pierre | 1re      | Poids   | 16,40 m |
| 2024 | Jeux africains                 | Accra        | 3e       | Poids   | 16,38 m |

### National
- 6 titres au poids : 2015-2019, 2022
- 5 titres au disque : 2015-2019

## Records
| Épreuve          | Marque  | Lieu         | Date          |
| ---------------- | ------- | ------------ | ------------- |
| Lancer du poids  | 17,56 m | Sasolburg    | 28 avril 2018 |
| Lancer du disque | 56,86 m | Stellenbosch | 16 avril 2016 |